# Мысаковский, Станислав
Станислав Мысаковский (пол. Stanisław Mysakowski, 15 сентября 1896, Войславице, Люблинское воеводство — 30 октября 1942, Дахау, Бавария) — блаженный Римско-католической церкви, священник, мученик.

## Биография
После окончания гимназии Станислав Мысаковский поступил в Высшую Духовную семинарию в Люблине. В 1920 году был рукоположен в священника и продолжил обучение в Люблинском католическом университете. Во время обучения в Люблине исполнял обязанности капеллана в женской монашеской конгрегации «Сёстры Провидения Божьего». В 1924 году, закончив богословское образование, Станислав Мысаковский остался в Люблине, где стал заниматься активной благотворительной и пастырской деятельностью. Станислав Мысаковский был одним из соучредителей священнической организации «Союз Священников Доброго Пастыря», руководил люблинским отделением рабочей организации «Польский Союз Рабочей Христианской Домашней Службы» и организацией «Часовня для детей улицы». Кроме этого занимался каритативной деятельностью среди пожилых людей и нуждающихся детей, редактировал журнал «Echo Parafialne» («Приходское Эхо»).
После начала II Мировой войны Станислав Мысаковский был арестован немецкими оккупационными властями в октябре 1939 года и 3 декабря 1939 года отправлен в концентрационный лагерь Заксенхаузен. 14 декабря 1940 года его переправили в концентрационный лагерь Дахау, где он погиб в газовой камере 30 октября 1942 года. Его концентрационный номер — 22591.

## Прославление
13 июня 1999 года Станислав Мысаковский был беатифицирован Римским папой Иоанном Павлом II в группе 108 блаженных польских мучеников.
День памяти в Католической церкви — 12 июня.

## Источник
- W. Zyśko Mysakowski Stanisław BIP (недоступная ссылка)